# Matwiej Manizer
Matwiej Gienrichowicz Manizer (ros. Матвей Генрихович Манизер, ur. 5 marca?/17 marca 1891 w Petersburgu, zm. 20 grudnia 1966 w Moskwie) – radziecki rzeźbiarz.

## Życiorys
Jego ojciec Gienrich Manizer pochodził z rodziny Niemców bałtyckich. W 1914 ukończył studia na Wydziale Matematycznym Uniwersytetu Petersburskiego, później zajmował się rysunkiem technicznym, następnie został artystą plastykiem, w latach 1911–1916 studiował w Cesarskiej Akademii Sztuk Pięknych w Petersburgu. W latach 1918–1920 brał udział w wykonywaniu leninowskiego „planu propagandy monumentalnej”, pomiędzy 1920 a 1921 wykonał cementowy relief „Robotnik” w moskiewskim Pasażu Pietrowskim. Tworzył rzeźby kameralne (głównie portrety) i pomniki w stylu akademickiego realizmu, w latach 1936–1939 wykonał 20 figur z brązu na stacji moskiewskiego metra „Plac Rewolucji”. W 1921 wykonał monumentalne popiersie Marksa w Kałudze, później zaprojektował pomniki Wołodarskiego w Leningradzie (1925) i pomniki Lenina w Chabarowsku (1925), Pietrozawodsku (1933), Mińsku (1933) i Uljanowsku (1940). W 1931 wykonał pomnik „Pamięci Ofiar 9 stycznia 1905” w Leningradzie, w 1935 pomnik Tarasa Szewczenki w Charkowie, w 1947 pomnik Zoi Kosmodiemjanskiej w Tambowie, w 1949 pomnik Iwana Pawłowa w Riazaniu oraz, w latach 1937–1950, wiele pomników i popiersi Stalina, które później zostały zdemontowane. W latach 1947–1966 był wiceprezydentem Akademii Sztuk Pięknych ZSRR. Trzykrotnie otrzymał Nagrodę Stalinowską (1941, 1943 i 1950), otrzymał tytuł Ludowego Artysty ZSRR (1958). Został pochowany na Cmentarzu Nowodziewiczym.